# Philip Morris International
Pour les articles homonymes, voir Philip Morris (homonymie) et Morris.
Philip Morris International (PMI) est une entreprise internationale spécialisée dans les produits du tabac et dont le quartier général est situé à New York et le siège opérationnel est à Lausanne en Suisse.

## Histoire
En 2005, PMI a acquis 96,65 % des actions en circulation de Compania Colombiana de Tabaco (« Coltabaco ») pour 300 millions de dollars, ainsi que PT HM Sampoerna Tbk pour 5,2 milliards de dollars américains. Sampoerna est le troisième fabricant de cigarettes en Indonésie avec un chiffre d'affaires annuel de l'ordre d'un milliard de dollars américains. Sampoerma détient 20 % du marché, qui se signale par la prédominance des « kreteks », des cigarettes au clou de girofle,.
Au premier trimestre 2007, PMI a augmenté sa participation dans Lakson Tobacco Company au Pakistan à 98 % pour un coût de 388 millions de dollars. En novembre 2007, PMI augmenta sa participation dans sa filiale mexicaine à 80 % pour un prix de 1,1 milliard de dollars. En 2008, PMI a augmenté sa participation dans Rothmans Inc Canada (RBH) de 40 % à 100 % pour un prix de 2 milliards de dollars canadiens.
Fin mars 2008, Philip Morris International est séparé d'Altria.
En décembre 2013, Philip Morris International acquiert avec Japan Tobacco, l'entreprise russe Megapolis pour 750 millions de dollars.
En juillet 2021, Philip Morris annonce l'acquisition de Vectura (en), une entreprise britannique de matériel médical spécialisée dans les traitements respiratoires pour 1,1 milliard de livres,. Le même mois, Philip Morris annonce l'acquisition pour 812 millions de dollars de Fertin Pharma, une entreprise danoise spécialisée dans les produits de substitution au tabac.

## Activité

### Production
Philip Morris International (PMI) produit, distribue et vend (sauf aux États-Unis) des produits dérivés du tabac (cigarette, tabac à rouler, kreteks, snus, tabac chauffé) et emploie environ 79 500 personnes dans le monde.
Ses produits sont manufacturés dans plus de 50 usines à travers le monde : les principales usines sont situées en Russie (Saint-Pétersbourg), Allemagne (Berlin), Turquie (Izmir), Pologne (Cracovie), Ukraine (Kharkiv) et au Portugal (Albarraque). Neuchâtel en Suisse abrite l'usine de fabrication Philip Morris Products SA (anciennement Fabriques de tabac réunies), ainsi que le centre de recherche et développement du groupe.

### Marques
En 2010, les 25 premières marques de Philip Morris International étaient Marlboro, L&M, Bond Street, Philip Morris, Chesterfield, Fortune, Parliament, Lark, Morven Gold, Dji Sam Soe 234, U Mild, Next, Optima, Red & White, Muratti, Diana, Merit, Champion, Virginia Slims, Apollo-Soyuz, Hope, Delicados, Longbeach, Minak Djinggo, Marathon.

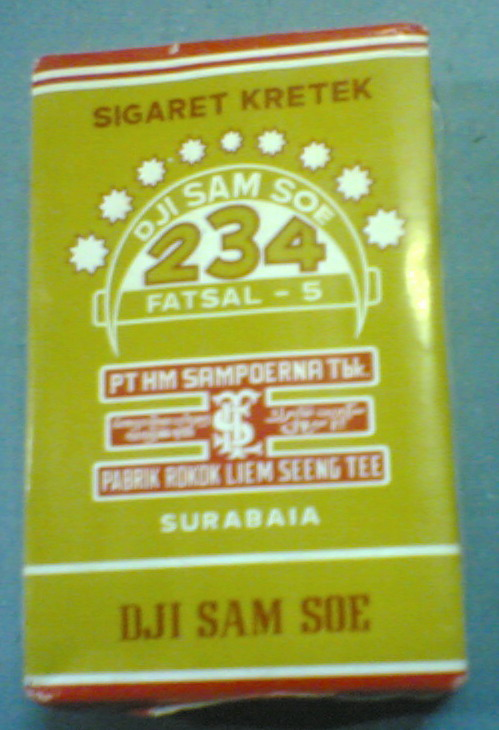
Dji Sam Soe 234
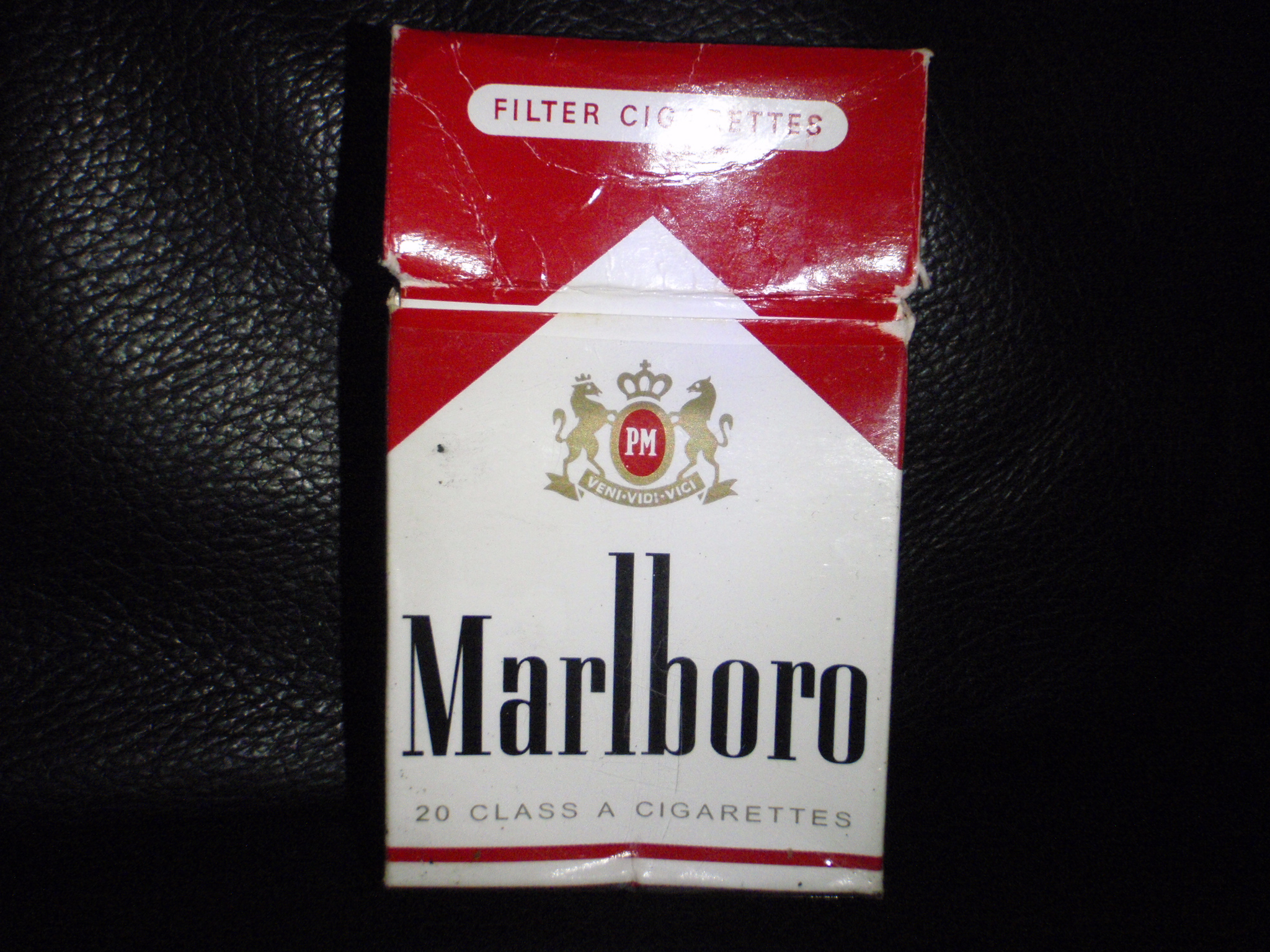
Marlboro

### Vente
En 2016, PMI a vendu 813 milliards de cigarettes sur plus de 180 marchés, en baisse de 4,1 % par rapport à 2015 (Union européenne 194 milliards ; Europe de l'Est, Moyen-Orient et Afrique 271 milliards ; Asie 260 milliards ; Amérique latine et Canada 88 milliards), soit 15,3 % du marché international hors États-Unis, en légère baisse par rapport à 2015 (15,5 %). Au niveau mondial, elle est le deuxième producteur de cigarettes, le premier étant le monopole chinois du tabac China National Tobacco Corporation (CNTC).

## Fonctionnement de l'entreprise

### Siège de l'entreprise

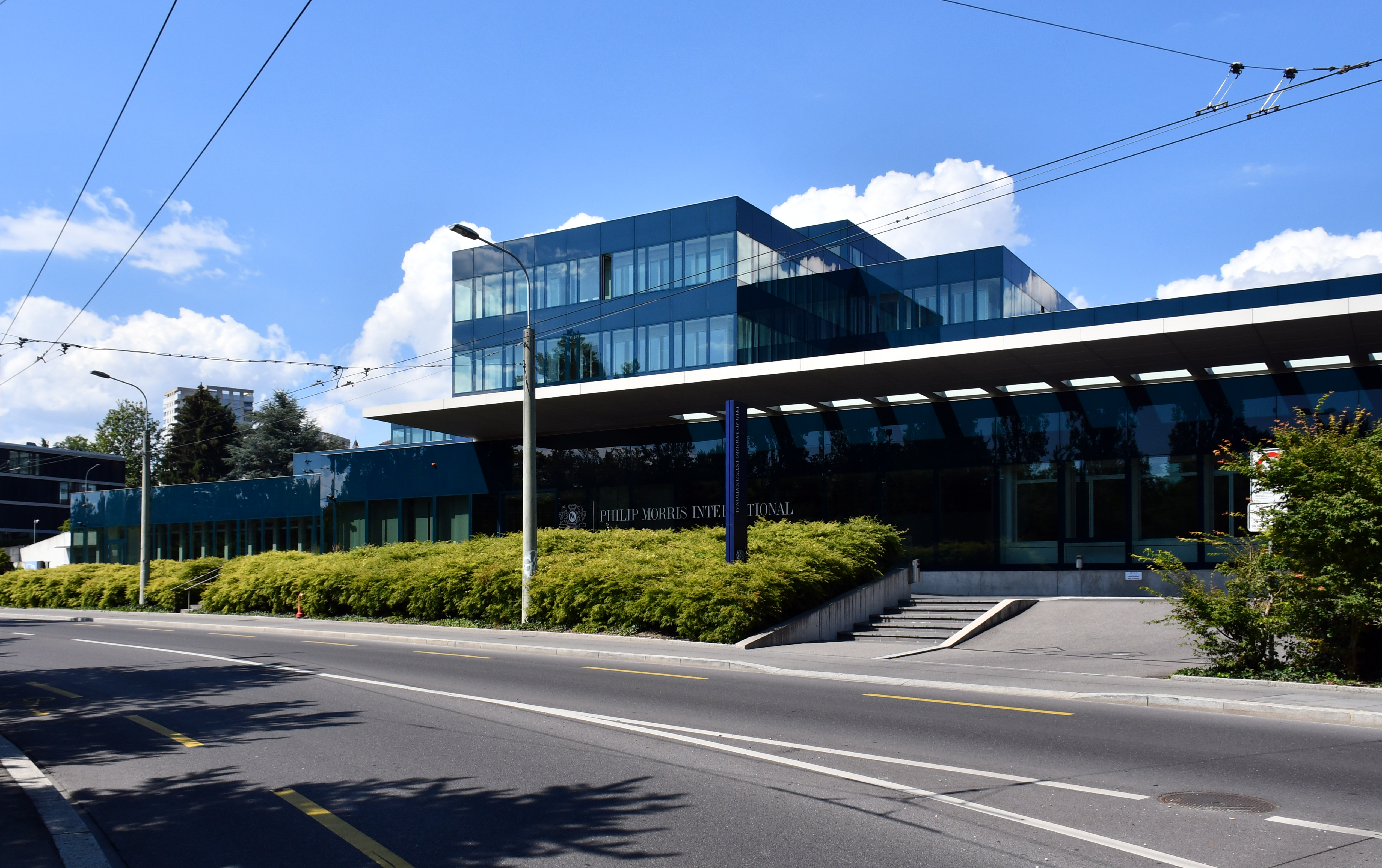
Siège opérationnel de PMI à Lausanne

Le siège opérationnel de Philip Morris International (PMI) est situé à Lausanne, en Suisse, depuis 2002. Il emploie plus de 1 500 personnes.
Depuis la scission opérée par Altria en mars 2008, le siège social est situé à New York, où la compagnie est cotée indépendamment (sigle : PM). En vertu des accords de séparation, elle n'opère cependant pas aux États-Unis (qui restent le pré carré d'Altria, avec qui elle partage les marques, mais qui lui est désormais complètement distincte).

## Fondation pour un monde sans fumée
La Fondation pour un monde sans fumée (Foundation for a Smoke-Free World) est une organisation fondée en 2017 par Philip Morris International. Financée à hauteur de plus de 800 millions d'euros pour douze ans, davantage investis en relations publiques qu'en recherche scientifique, son but déclaré est de promouvoir les alternatives à la cigarette conventionnelle, comme le tabac chauffé.
L'Organisation mondiale de la santé (OMS) appelle à ne pas collaborer avec cette organisation de façade de l'industrie du tabac.
L'OMS a souligné les « conflits d'intérêts liés au financement d'une prétendue fondation pour la santé par un fabricant de tabac ». Plus d'une centaine d'organisations de santé publique ont pris une position ferme en rejetant toute collaboration avec la fondation.

## Controverses

### Codentify
En 2007, Philips Morris International crée Codentify, un système de traçabilité du tabac. En 2010, Codentify est vendu à Inexto, une entreprise suisse. La transaction efface juridiquement le lien entre l’industriel du tabac et la solution de traçabilité.
Des liens subsistent entre PMI et Codentify, plusieurs ingénieurs de la multinationale ont rejoint le conseil d'administration d’Inexto dont le PDG est l’ancien directeur chargé de la « prévention du commerce illicite » de Phillips Morris.
Selon la directrice du Comité national contre le tabagisme « Les fabricants tirent toujours les ficelles » de ce système de traçabilité du tabac. Elle soutient que la volonté des industriels du tabac est d’imposer « leur » solution de traçabilité afin de contrer un protocole de l’OMS contre le trafic de cigarette.
Le député français Frédéric Barbier s’oppose à l’utilisation de Codentify qui est mis en avant par les cigarettiers afin d'« alimenter le marché parallèle ».

### Contrebande de tabac en Afrique
Le représentant de Philip Morris au Burkina Faso, Apollinaire Compaoré, s’est enrichi en participant à la contrebande de cigarettes en Afrique de l’Ouest. Il a notamment travaillé avec un narco-trafiquant nigérien surnommé le « chérif de la Cocaïne » afin de faire passer des cigarettes de la marque Marlboro vers la Libye. Ce trafic de tabac participe au financement de conflits locaux. Ce trafic passe par six pays : Algérie, Libye, Burkina Faso, Mali, Niger et Côte d’Ivoire.

### Activité de lobbying auprès des institutions françaises
En septembre 2013, la société est épinglée par la presse française pour son fichage d'eurodéputés, notamment français, en vue de les approcher. Le Parisien constate que « ces méthodes semblent très efficaces » et cite le report d'examen d'une directive dont le vote pourrait ainsi être remis après les élections de 2014,.
En octobre 2014, un reportage révèle l'existence d'études financées par Philip Morris International montrant les bénéfices financiers du tabagisme pour l'État dont l'étude du bilan des finances publiques du tabagisme en Tchéquie (en).
Pour l'année 2022, Philip Morris France a déclaré à la Haute Autorité pour la transparence de la vie publique exercer des activités de lobbying en France. Le montant des moyens alloués pour la représentation d’intérêts se situe entre 200 000 € et 300 000 € et représente 10 employés au total.

### Travail des enfants et esclavage

#### Kazakhstan
D'après un rapport de Human Rights Watch (HRW) de 2010, les fermes de tabac au Kazakhstan du cigarettier Philip Morris ont eu recours au travail d'au moins 72 enfants de moins de 10 ans, ainsi qu'à certaines formes d'esclavage moderne et de servitude,,.
Des familles kirghizes travaillant dans les exploitations étaient logées dans des lieux de stockages d’engrais et de produits toxiques. Les enfants travaillant à la main les parcelles de tabac ont été intoxiqués par la nicotine de la plante (jusqu’à l'équivalent de 36 cigarettes en quelques heures), développant la maladie du tabac vert.
Des propriétaires des parcelles exigeraient également du travail forcé non rémunéré en échange de logements insalubres, comme le ménage, d’autres travaux agricoles ou encore le ramassage du bois de chauffage.
L’entreprise a été informée, en 2009, de ces pratiques, qu’elle a condamné, et s’est engagée à améliorer les conditions de vie et de travail des travailleurs de ses fermes.
HRW souligne en 2010 qu'« il apparaît clairement qu’ils n’ont pas encore mis en application toutes leurs promesses ».

#### Bulgarie
En 2012, un reportage de France 3 affirme que des enfants travaillent dans les champs de tabac fournissant l’entreprise en Bulgarie.

#### États-Unis
En 2014, un rapport d’HRW présente les conditions de travail d’enfants dans les plantations de tabac aux États-Unis. Des centaines de milliers d’enfants, les plus jeunes âgés de 7 ans, travaillent dans des champs fournissant Philip Morris et d’autres cigarettiers en dehors des normes internationales en vigueur. Selon HRW, les enfants travaillent jusqu’à 6 jours par semaine, de 50 à 60 heures hebdomadaires en étant confrontés à de fortes chaleurs.

#### Indonésie
Un rapport d’HRW de 2016 met à nouveau en cause l’entreprise pour du travail des enfants, certains âgés de 8 ans, en Indonésie. L’entreprise reconnaît ne pas pouvoir garantir que des enfants n’ont pas participé à la production de ses produits.

### Liens de Philip Morris avec INBIFO
D'après des documents mis en ligne sur le site Legacy Tobacco Documents (Université de Californie à San Francisco), on apprend que Philip Morris a fait l'acquisition le 30 juin 1971 dans le plus grand secret du centre de recherche Institut für Biologische Forschung (INBIFO) basé à Cologne. Dans une note interne, le responsable de la recherche et du développement chez Philip Morris, Helmut Walkeman déclare qu'INBIFO offre à Philip Morris un lieu où « nous pourrons faire des choses que nous avons une certaine réticence à faire aux États-Unis » ; le prix demandé par TRW pour l'acquisition d'INBIFO s'élevait à 190 000 dollars. Les documents montrent aussi que Philip Morris, bien que propriétaire à 100 % d’INBIFO, a pris un soin particulier à couper les lignes de communication directes et écrites entre INBIFO et le département recherche et développement de Philip Morris USA à Richmond, qui était pourtant intéressé au premier chef par les résultats des recherches d'INBIFO. Philip Morris a mis en place un dispositif très élaboré, utilisant comme plateforme de transit « Fabriques de Tabac Réunies » (FTR) à Neuchâtel, à qui INBIFO appartenait du point de vue légal. Les documents importants venant d’INBIFO et qui arrivaient finalement chez Philip Morris à Richmond étaient détruits ou retournés à INBIFO après lecture.
La supervision financière et la coordination scientifique de ce dispositif a été confiée à une seule personne, qui n’était pas officiellement employée par Philip Morris. Ce « coordinateur » supervisait les projets de recherche d'INBIFO, recevait tous les rapports scientifiques et approuvait toutes les factures avant leur paiement par FTR. Cet intermédiaire entre Philip Morris R&D et INBIFO, qui jouait un rôle central dans ce judicieux dispositif, était Ragnar Rylander, professeur de médecine environnementale suédois réputé qui, parallèlement à cette activité secrète, enseignait aux universités de Göteborg et de Genève. Il fut ainsi pendant trente ans l’une des personnes ayant la meilleure connaissance au monde de la toxicité réelle de la fumée de tabac. Pourtant, au lieu de partager cette connaissance avec la communauté scientifique et médicale, il a consacré une partie substantielle de sa carrière académique officielle à des études niant ou minimisant la nocivité de la fumée du tabac.
La mission principale d'INBIFO était « l'évaluation biologique quantitative de produits en utilisant des méthodes de compréhension physiologique et toxicologique ». Un laboratoire de tests d'inhalation a été mis en place en 1973. INBIFO menait des tests pour évaluer l'irritation, la mutagénèse, la cytotoxicité et l'oncogenèse causées par les cigarettes Philip Morris. Des tests aussi bien in vivo (animaux de laboratoires) qu'in vitro étaient réalisés par INBIFO.
En 1988, INBIFO s'étendait sur près de 5 000 m2 et employait 126 personnes. Dans un document publié par le journal Tobacco Control de Suzaynn Schick, il apparait que le centre de recherche INBIFO a réalisé au moins 115 études sur la toxicité du tabagisme passif entre 1981 et 1989. Ces études révélaient que « le tabagisme passif est 4 fois plus toxique par inhalation et 2 à 6 plus cancérogène pour la peau que la fumée que le fumeur inhale lui-même ». Philip Morris n'a jamais rendu les résultats de ces études publics. Au contraire, il a continué publiquement de nier, minimiser et créer la confusion scientifique sur l’existence d’une causalité entre fumée et maladies, et sur la nocivité du tabagisme passif.
En 1986, l'expérimentation animale a été sévèrement limitée en Allemagne. Philip Morris a donc créé en 1988 une filiale d'INBIFO nommée Contract Research Center (CRC) à Zaventem en Belgique pour relocaliser ses installations d'expérimentation d'animale. Le CRC employait 21 personnes.
En septembre 2001, le CRC a déménagé à Louvain dans le Research Park Haasrode. Interleuven a financé à hauteur de 2,5 millions de dollars la construction de ce nouveau laboratoire. Philip Morris louait ce centre de recherche pour la somme de 240 000 dollars par mois[réf. nécessaire]. En septembre 2008, sous la pression des groupes anti-vivisection et à la suite d'une loi fédérale promulguée interdisant l'utilisation d'animaux de laboratoire dans le cadre de recherche sur le tabac, Philip Morris a dû fermer son centre de recherche en Belgique. En 1995, Philip Morris a investi près de 433 millions de dollars dans ce centre de recherche[réf. nécessaire].
En 1997, CRC a mené une étude (projet B5433). Elle consistait à faire inhaler à des souris (de souches A/J Jackson Laboratoy et Swiss, commandées chez Charles River Laboratories Germany des dilutions de cigarettes, et ce, de manière journalière pendant 28 jours. Une saignée sous anesthésie était par la suite effectuée afin de doser la carboxyhémoglobine. Les souris étaient aussi disséquées pour procéder à des analyses histologiques de différents organes. En novembre 2000, INBIFO/CRC facturait 242 000 dollars pour réaliser des tests d'inhalation de 90 jours.
En décembre 2022, la compagnie retire ses actions sur medicago.

### Union européenne
En 2004, Philip Morris et l'Union européenne ont conclu un accord selon lequel Philip Morris devait payer 1,25 milliard de dollars jusqu'en 2016 pour mettre fin à un procès pour contrebande.

### Uruguay
En 2010, l'entreprise a mené une campagne de lobbying contre les lois de lutte contre le tabagisme de l'Uruguay et a déposé plainte contre le pays en vertu du traité bilatéral d'investissement entre la Suisse et l'Uruguay,. Le 8 juillet 2016, le Centre international pour le règlement des différends relatifs aux investissements a statué en faveur de l'Uruguay.

### Sponsor
La marque collabore avec la Scuderia Ferrari en Formule 1 sous le nom de Mission Winnow, bravant ainsi l’interdiction des marques de tabac dans le milieu sportif. Elle doit toutefois renoncer à ce partenariat dans plusieurs pays comme l'Australie, le Canada et la France.